# Ariel Besse
Ariel Besse (Nizza, 7 ottobre 1965 – Flayosc, 29 maggio 2022) è stata un'attrice francese.
Partecipò quindicenne al film Ormai sono una donna, per poi apparire in due altre pellicole cinematografiche, abbandonando infine il mondo del cinema nel 1982.

## Filmografia
- Ormai sono una donna (Beau-père) (1981)
- On s'en fout... nous on s'aime (1982)
- Mora (1982)